# Речица (Кобринский район)
Ре́чица (бел. Рэчыца) — деревня в Кобринском районе Брестской области Белоруссии. Входит в состав Буховичского сельсовета.
По данным на 1 января 2016 года население составило 4 человека в 2 домохозяйствах.

## География
Деревня расположена в 21 км к северо-востоку от города и станции Кобрин и 65 км к востоку от Бреста.
На 2012 год площадь населённого пункта составила 0,21 км² (21 га).

## История
Населённый пункт известен с 1668 года как село, ранее (под 1563 и 1597 годами) упомянута река Речица. В разное время население составляло:
- 1999 год: 8 хозяйств, 10 человек;
- 2009 год: 6 человек;
- 2016 год[2]: 2 хозяйства, 4 человека;
- 2019 год[1]: 1 человек.